# Leptocera promissa
Leptocera promissa är en tvåvingeart som beskrevs av Oswald Duda 1925. Leptocera promissa ingår i släktet Leptocera och familjen hoppflugor. Inga underarter finns listade i Catalogue of Life.